# Mesabolivar paraensis
Mesabolivar paraensis là một loài nhện trong họ Pholcidae. Loài này được phát hiện ở Brasil.